# Innocent IX
Pour les articles homonymes, voir Innocent.
Giovanni Antonio Facchinetti, né à Bologne le 20 juillet 1519 et mort à Rome le 30 décembre 1591. Il est le 230e pape, sous le nom d'Innocent IX (en latin Innocens IX, en italien Innocenzo IX), de l'Église catholique romaine pendant 63 jours du 29 octobre au 30 décembre 1591.

## Biographie
Ancien juriste, issu de l'université de Bologne, il est nommé évêque de Nicastro en 1560. Le pape Pie V l'envoie en 1566 comme nonce apostolique à Venise pour renforcer l'alliance avec les Espagnols contre les Turcs. En 1576, il est transféré patriarche latin de Jérusalem.
Après un court conclave et poussé par les Espagnols, il est élu pape en octobre 1591. Durant ses deux mois de pontificat, il soutient le roi Philippe II d'Espagne dans sa lutte contre Henri IV de France durant la huitième guerre de religion.
Il a laissé divers essais dont l'un qui s'opposait à Machiavel, Adversus Machiavellem.
Les notes personnelles du curé de Saint-Germain (département de la Vienne, France) disent : on tient qu'il fut empoisonné.
À Rome, en 1591, pendant le court pontificat du pape Innocent IX (novembre-décembre 1591), hommes et femmes de plus de 14 ans eurent le droit de vote.

## Succession apostolique
Innocent IX a ordonné les évêques suivants :
- Évêque Gerolamo Vitale de Buoi (en) (1580)
- Évêque Paolo Bellardito (de) (1580)
- Cardinal Silvio Savelli (1582)
- Évêque Ignazio Danti, O.P. (1583)
- Évêque Vincenzo Casali (1585)
- Évêque Giulio Cesare Salicini (1591)